# Lindale, Texas
Lindale là một thành phố thuộc quận Smith, tiểu bang Texas, Hoa Kỳ. Năm 2010, dân số của xã này là 4818 người.

## Dân số
- Dân số năm 2000: 2954 người.
- Dân số năm 2010: 4818 người.